# Женсьниця (Дравський повіт)
Женсьниця (пол. Rzęśnica) — село в Польщі, у гміні Злоценець Дравського повіту Західнопоморського воєводства.
Населення — 215 осіб (2011).
У 1975-1998 роках село належало до Кошалінського воєводства.

## Демографія
Демографічна структура станом на 31 березня 2011 року:
|          | Загалом | Допрацездатний вік | Працездатний вік | Постпрацездатний вік |
| -------- | ------- | ------------------ | ---------------- | -------------------- |
| Чоловіки | 113     | 18                 | 82               | 13                   |
| Жінки    | 102     | 22                 | 55               | 25                   |
| Разом    | 215     | 40                 | 137              | 38                   |